# 卡米洛·塞斯托
卡米洛·布拉内斯·科尔特斯（西班牙語：Camilo Blanes Cortés，1946年9月16日—2019年9月8日），艺名卡米洛·塞斯托，是西班牙知名男歌手，作曲家。
2019年9月8日在马德里的一家医院因心臟衰竭去世。